# Cementálás
Cementálás (cementáció)

## Kohászatban
Egy fémfelület felületi rétegének az edzése oly módon, hogy fémet hevítés közben olyan anyaggal borítunk be, amelynek a részecskéi beledifundálnak. Ilyen volt az acélgyártás legrégibb formája is, ahol a vasat faszénnel burkolták, és úgy hevítették.

## Elektrokémiában
Az az elektrokémiai jelenség, amelynek során valamely fémsó vizes oldatából a fémionok egy alacsonyabb redox potenciálú fém felületén kiválnak. pl.: réz-ionok redukciója vas-felületen.